# インディペンデント・ゲーム・フェスティバル

インディペンデント・ゲーム・フェスティバルのロゴ

インディペンデント・ゲーム・フェスティバル（Independent Games Festival、IGF）は、インディーゲーム業界で最大の年次集会である、Game Developers Conference（GDC）で毎年開催されるフェスティバル。 

## コンペティションの構造
フェスティバルの授賞式は、メインのIGFコンペティションと、IGF学生ショーケースの2つの部門に大別される。 